# Cù Xuân Dần
Cù Xuân Dần, sinh ngày 15/9/1938, là một giáo sư, tiến sĩ khoa học ngành chăn nuôi của Việt Nam, nguyên Hiệu trưởng Trường Đại học Nông nghiệp Hà Nội (nay là Học viện Nông nghiệp Việt Nam), ủy viên Hội đồng Chức danh giáo sư nhà nước.

## Quá trình hoạt động
Ông là người xã Sơn Long, huyện Hương Sơn, tỉnh Hà Tĩnh. Năm 1956, ông là sinh viên Trường Đại học Nông nghiệp I Hà Nội, đến năm 1959 theo học Đại học Nông nghiệp Bắc Kinh (Trung Quốc), năm 1962 trở thành giảng viên Trường Đại học Nông nghiệp I Hà Nội. Giai đoạn 1974 - 1977 nghiên cứu sinh Trường Đại học Nông nghiệp Dimitro, Sofia, Bulgaria. Năm 1991, ông được phong hàm Giáo sư nông nghiệp, Hiệu trưởng trường Đại học Nông nghiệp I Hà Nội giai đoạn 1992 - 1996, Chủ tịch Hội đồng học hàm Giáo sư nhà nước ngành chăn nuôi, thú y, thủy sản giai đoạn 1993 - 1998.

## Danh hiệu
Nhà giáo nhân dân, Huân chương Kháng chiến hạng Ba, Huân chương Lao động hạng Ba...